# Chiesa dei Santi Pietro e Paolo (Valdobbiadene)
La chiesa dei Santi Pietro e Paolo è la parrocchiale di San Pietro di Barbozza, frazione di Valdobbiadene, in provincia di Treviso e diocesi di Padova; fa parte del vicariato di Quero-Valdobbiadene.

## Storia
Nel 983 la località Barbucia fu donata dal vescovo di Vicenza Rodolfo al monastero dei Santi Vito e Modesto; la primitiva cappella del paese, dedicata a San Biagio, fu sostituita sul finire del Medioevo da una intitolata a San Pietro.
Il vescovo Pietro Barozzi, compiendo nel 1488 la sua visita pastorale, trovò che accanto all'antica chiesa di San Pietro ve ne era una perimenti dedicata di maggiori dimensioni, la quale era dotata di due altari; quest'ultima fu eretta a parrocchiale dal vescovo di Padova Marcantonio Corner il 30 settembre 1633, affrancandosi così dalla matrice di Santa Maria Assunta di Valdobbiadene.
Nella prima metà dell'Ottocento l'edificio venne interessato da un intervento di ampliamento e rimaneggiamento, al termine del quale, l'8 maggio 1831, fu consacrato dal vescovo Modesto Farina; tra il 1895 e il 1910 si provvide a costruire il nuovo campanile, in sostituzione di quello precedente pericolante.
Tra il 1917 e il 1918, negli ultimi mesi di guerra, la chiesa venne danneggiata dal fuoco delle artiglierie e poi saccheggiata dalle truppe austro-tedesche; la struttura fu ripristinata tra il 1919 e il 1922.
Nel 1966 la parrocchiale venne ristrutturata e nel 1985 adeguata alle norme postconciliari; l'edificio fu interessato da un intervento di consolidamento alla fine degli anni novanta.

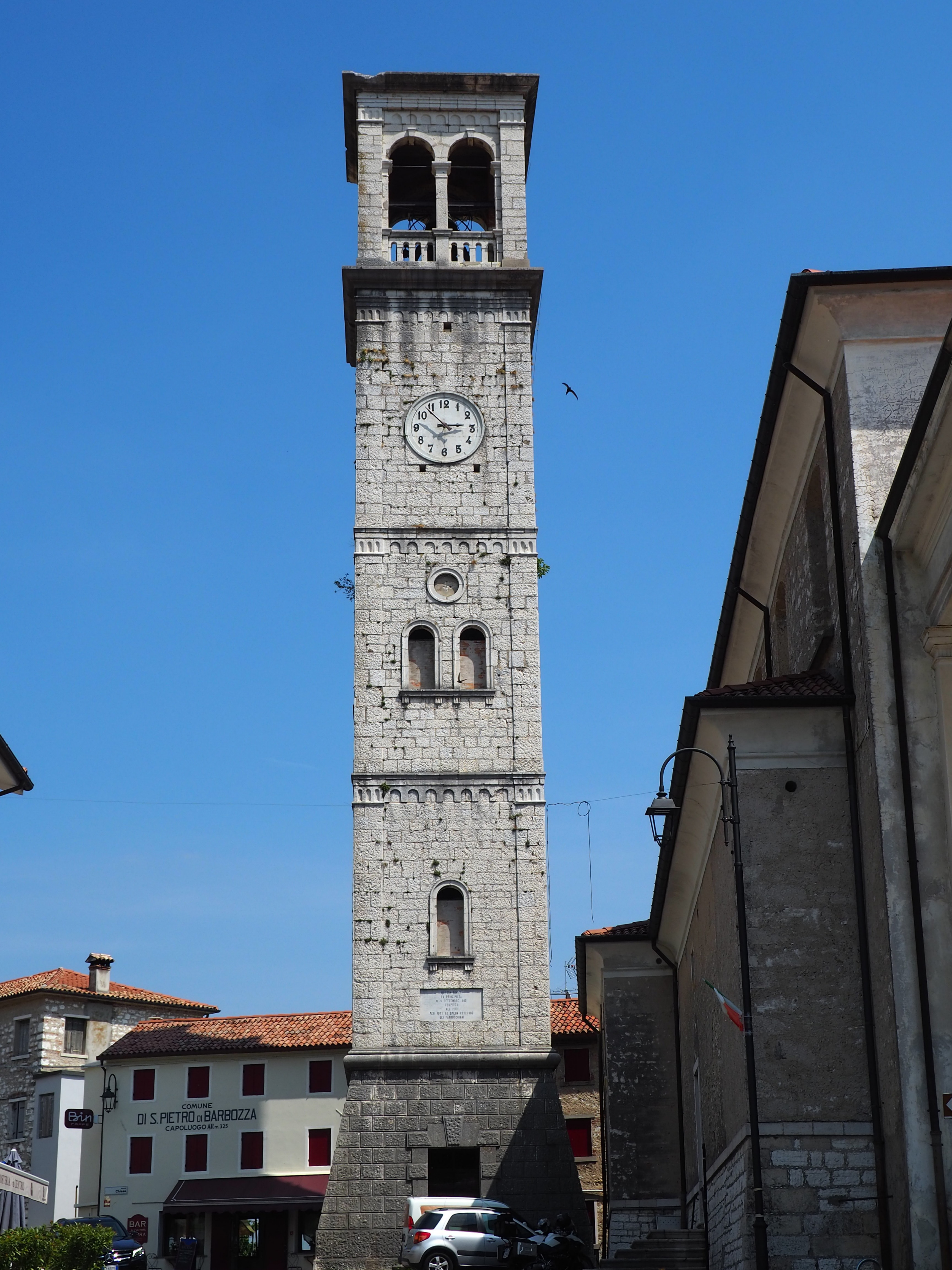
Il campanile

## Descrizione

### Esterno
La facciata a capanna della chiesa, rivolta a ponente e anticipata dal pronao il cui frontone è sorretto da quattro colonne tuscaniche e da due pilastri, presenta al centro il portale d'ingresso e le due lapidi che ricordano i Caduti.
Vicino alla parrocchiale si erge su un alto basamento a scarpa il campanile a pianta quadrata; la cella presenta su ogni lato una bifora ed è coperta dal tetto a quattro falde.

### Interno
L'interno dell'edificio si compone di un'unica navata, su cui si affacciano le cappelle laterali e le cui pareti sono scandite da semicolonne corinzie sorreggenti la trabeazione aggettante sopra la quale si imposta la volta lunettata; al termine dell'aula si sviluppa il presbiterio, rialzato di alcuni gradini e chiuso dalla parete di fondo piatta.
Qui sono conservate diverse opere di pregio, tra le quali la pala con soggetto la Consegna delle chiavi del cielo a Pietro da parte di Gesù Cristo, eseguita nel 1838 da Giuseppe Gallo De Lorenzi su commissione dell'allora curato don Battista Zan, e la tela ritraente la 'Madonna e Gesù bambino in gloria, realizzata da Giuseppe Amedeo De Lorenzi.